# Liste der Nummer-eins-Hits in den Hot 100 Airplay (2006)
Diese Liste enthält alle Nummer-eins-Hits in den Hot 100 Airplay Charts im Jahr 2006. Es handelt sich hierbei um die Charts mit den von den Radiostationen in den USA am häufigsten gespielten Musiktiteln, die vom US-amerikanischen Magazin Billboard veröffentlicht wurden. In diesem Jahr gab es 14 Spitzenreiter.
| Singles |
| --- |
| - Mariah Carey – Don’t Forget About Us - 5 Wochen (31. Dezember 2005 – 3. Februar 2006) - Beyoncé feat. Slim Thug – Check on It - 3 Wochen (4. Februar – 24. Februar) - Mary J. Blige – Be Without You - 9 Wochen (25. Februar – 28. April) - Sean Paul – Temperature - 4 Wochen (29. April – 26. Mai) - Shakira feat. Wyclef Jean – Hips Don’t Lie - 3 Wochen (27. Mai – 16. Juni) - Chamillionaire feat. Krayzie Bone – Ridin’ - 2 Wochen (17. Juni – 30. Juni) - Yung Joc – It’s Goin’ Down - 4 Wochen (1. Juli – 28. Juli) - Cassie – Me & U - 7 Wochen (29. Juli – 15. September) - Sean Paul feat. Keyshia Cole – (When You Gonna) Give It Up to Me - 1 Woche (16. September – 22. September) - Chingy feat. Tyrese – Pullin’ Me Back - 1 Woche (23. September – 29. September) - Justin Timberlake – SexyBack - 4 Wochen (30. September – 28. Oktober) - Ludacris feat. Pharrell – Money Maker - 2 Wochen (29. Oktober – 10. November) - Justin Timberlake feat. T.I. – My Love - 5 Wochen (11. November – 15. Dezember) - Beyoncé – Irreplaceable - 11 Wochen (16. Dezember 2006 – 2. März 2007) |